# Port lotniczy Mara Serena
Port lotniczy Mara Serena (IATA: MRE) – port lotniczy położony w Masai Mara, w Kenii.

## Kierunki lotów i linie lotnicze
| Linia Lotnicza      | Kierunek                                        |
| ------------------- | ----------------------------------------------- |
| Aerolink Uganda     | 1. Entebbe                                      |
| Airkenya Express    | 1. Nairobi-Wilson 2. Nanyuki 3. Samburu         |
| Fly-SAX             | 1. Nairobi-Wilson                               |
| Mombasa Air Safari  | 1. Mombasa                                      |
| Safarilink Aviation | 1. Lewa 2. Migori 3. Nairobi-Wilson 4. Naivasha |